# Курипів
Кури́пів — село в Івано-Франківському районі Івано-Франківської області. Входить до складу Галицької міської громади.

## Церква
Церкву збудували протягом 1864—1872 років, очевидно, на місці попередньої церкви з XVIII ст. Канонічну візитацію церкви провели в 1888 р. Була філіальною до парафіяльної церкви в с. Острів. Пам'ятка архітектури місцевого значення. Церква в користуванні громади УГКЦ

## Відомі люди
- отець Мох Рудольф — священик УГКЦ, автор поетичної збірки «Мотиль», душпастирював у селі протягом 50-ти років.
- Трач Богдан Іванович — командир Станіславського ТВ-22 «Чорний ліс» УПА, лицар Бронзового хреста бойової заслуги УПА. Загинув поблизу села.